# Volejbalový tým Volley Beskydy
O Volejbalový tým Volley Beskydy é um clube de voleibol masculino profissional fundado em 2008 cuja sede é em Frýdek-Místek.

## História
Fundado em 4 de junho de 2008 como Školní sportovní klub Beskydy cuja sede é em Frýdek-Místek, utilizando a alcunha Green Volley Beskydy em 2016.
Durante cinco anos participou da maior competição nacional tcheca e desde 2014, vislumbrava a promoção da segunda a primeira liga, mas foi no ano de 2016 que objetivo foi alcançado, e por tres temporadas obteve a promoção a Extraliga e apos conseguir reforçou-se de jogadores estrangeiros da Rússia e Brasil PARA a temporada 2019-20.
No período esportivo 2015-16 venceu a segunda liga,  e alcançou a primeira liga na temporada 2016-17. e e nesta finalizou em segundo, mas venceu a primeira liga na temporada 2017-18 estando a um passo da Extraliga e para a temporada 2019-20 contratou o líbero brasileiro Sérgio Nogueira.

### Títulos conquistados
Campeonato Checo
 Copa da República Checa
  Supercopa Checa
 Liga MEVZA (Europa Central)
 Liga dos Campeões da Europa
 Taça CEV
 Challenge Cup
 Mundial de Clubes